# Sainte-Croix-du-Verdon
Sainte-Croix-sur-Verdon ist eine französische Gemeinde mit 115 Einwohnern (Stand 1. Januar 2022) im Département Alpes-de-Haute-Provence in der Region Provence-Alpes-Côte d’Azur. Sie gehört zum Arrondissement Digne-les-Bains und zum Kanton Valensole. Die Bewohner nennen sich Saint-Cruxiens.

## Geographie
Sainte-Croix-sur-Verdon liegt in den französischen Seealpen am nördlichen Ufer des Lac de Sainte-Croix, einem Stausee des Flusses Verdon. Die gegenüberliegenden Gemeinden sind Bauduen und Les Salles-sur-Verdon. Sainte-Croix-sur-Verdon grenzt außerdem an Roumoules im Norden, an Moustiers-Sainte-Marie im Nordosten, Baudinard-sur-Verdon im Süden und Montagnac-Montpezat im Westen. Der Dorfkern liegt auf 513 m.

## Bevölkerungsentwicklung

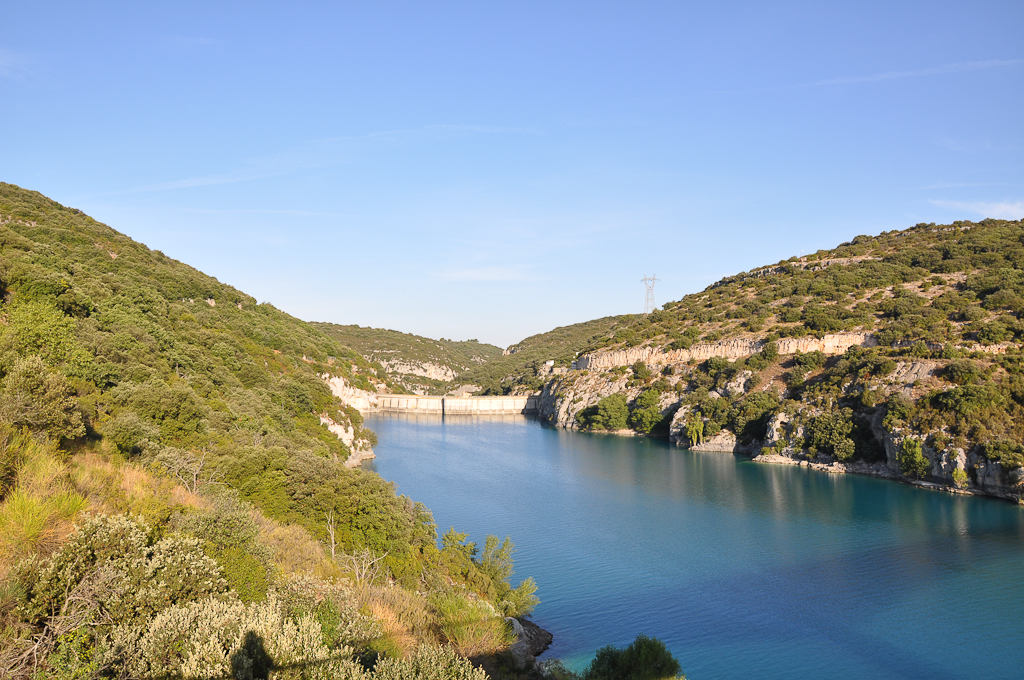
Lac de Sainte-Croix mit der Staumauer

| Jahr      | 1962 | 1968 | 1975 | 1982 | 1990 | 1999 | 2009 | 2016 |
| --------- | ---- | ---- | ---- | ---- | ---- | ---- | ---- | ---- |
| Einwohner | 106  | 107  | 61   | 77   | 87   | 102  | 124  | 119  |